# Rei (gereedschap)

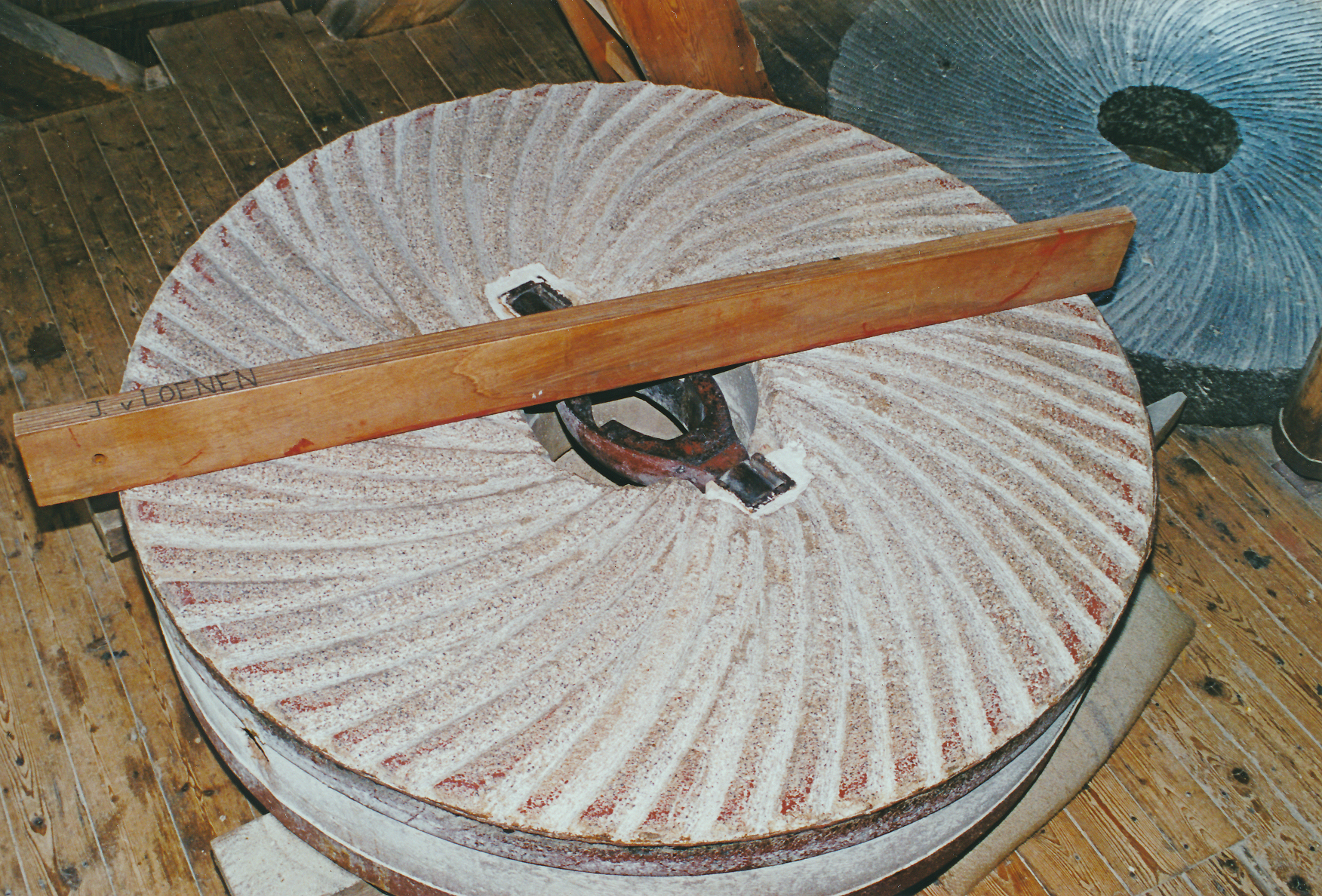
Molensteen met houten rei

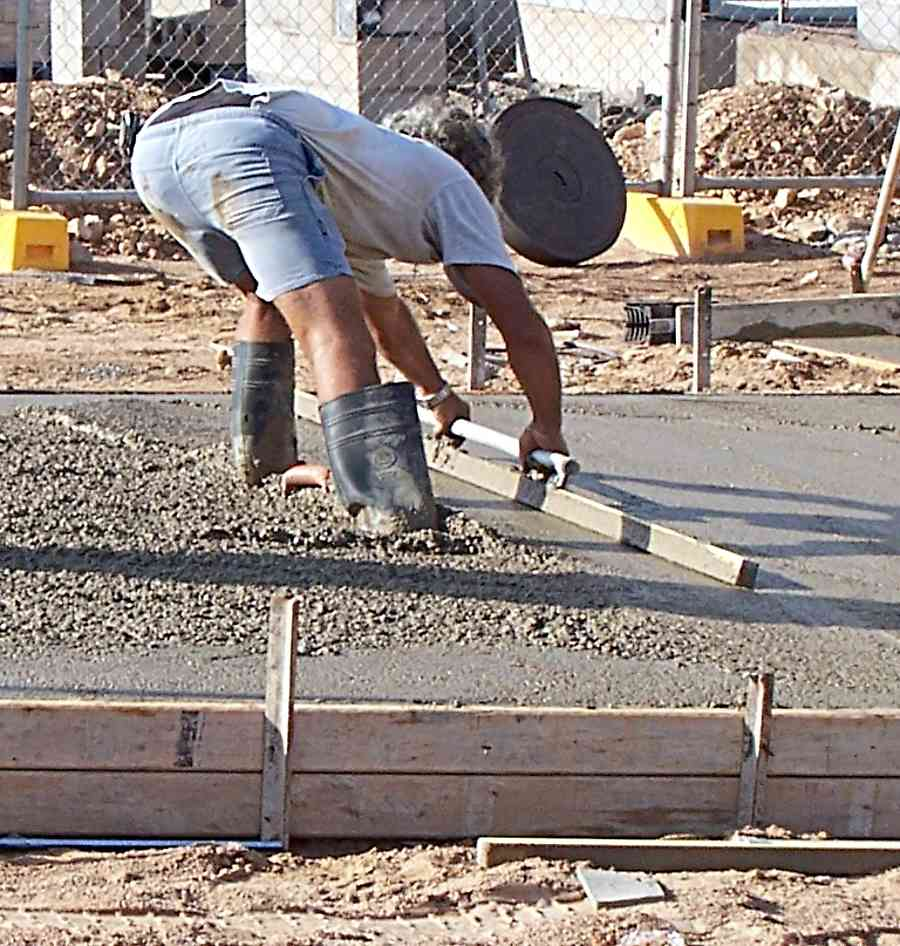
Het afreien van een betonvloer

Een rei is een lange lat voor het bepalen of het oppervlak van een object zuiver vlak is of voor het afvlakken. Een rei wordt bijvoorbeeld gebruikt door een stratenmaker, een stukadoor of een molenmaker.
Een stratenmaker gebruikt een rei of afreibalk bijvoorbeeld voor het vlak maken van het zandbed.
Een stukadoor gebruikt een rei om muren die gesmeerd zijn vlak te trekken. De rei voor gips is gemaakt van aluminium en die voor kalkspecie of kalkmortel is van hout. In de bouw wordt een rei gebruikt om een pas gestorte betonvloer vlak te maken.
Een molenmaker gebruikt een rei voor het vlak maken van een molensteen.
Een rei kan ook bestaan uit een lange stalen of aluminium, rechte strip en wordt dan gebruikt als een meetgereedschap of hulpstuk bij het afsnijden van bijvoorbeeld linoleum.